# Conte di Orrery
Conte di Orrery è un titolo nel pari d'Irlanda che è stata unita alla contea di Cork fin dal 1753. Venne creato nel 1660 per il soldato, statista e drammaturgo Roger Boyle, I barone Boyle, figlio maggiore superstite di Richard Boyle, I conte di Cork. Era già stato creato Lord Boyle, barone di Broghill, nel pari d'Irlanda nel 1628 (all'età di soli sei anni). Gli succedette suo figlio, il secondo conte. Rappresentò la contea di Cork alla Camera dei Comuni irlandese e fu vicepresidente di Munster. Alla sua morte il titolo passò a suo figlio maggiore, il terzo conte. Rappresentò East Grinstead alla Camera dei comuni. Gli succedette suo fratello minore, il quarto conte. Era un tenente generale nell'esercito e un diplomatico di primo piano. Nel 1711 fu creato barone Marston, nella contea di Somerset, nel Pari della Gran Bretagna. Suo figlio, il quinto conte, succedette a suo cugino di terzo grado come quinto conte di Cork nel 1753. 
Henry Boyle, figlio e omonimo del Hon. Henry Boyle, figlio più giovane del primo conte di Orrery, fu creato conte di Shannon nel 1756.

## Conti di Orrery (1660)
- Roger Boyle, I conte di Orrery (1621-1679)
- Roger Boyle, II conte di Orrery (1646-1682)
- Lionel Boyle, III conte di Orrery (1671-1703)
- Charles Boyle, IV conte di Orrery (1674-1731)
- John Boyle, V conte di Cork e Orrery (1707-1762)
- Hamilton Boyle, VI conte di Cork e di Orrey (1729-1764)
- Edmund Boyle, VII conte di Cork e di Orrey (1742-1798)
- Edmund Boyle, VIII conte di Cork e di Orrery (1767-1856)
- Richard Boyle, IX conte di Cork e di Orrery (1829-1904)
- Charles Boyle, X conte di Cork e di Orrery (1861-1925)
- Robert Boyle, XI conte di Cork e di Orrery (1864-1934)
- William Boyle, XII conte di Cork e di Orrery (1873-1967)
- Reginald Boyle, XIII conte di Cork e di Orrery (1910-1995)
- John Boyle, XIV conte di Cork di Orrery (1916-2003)
- John Boyle, XV conte di Cork e di Orrery (1945)

L'erede è Rory Jonathan Courtenay Boyle, visconte Dungarvan (1978)